# Saint-Laurent-sur-Mer
Saint-Laurent-sur-Mer is een gemeente in het Franse departement Calvados (regio Normandië) en telt 184 inwoners (1999). De plaats maakt deel uit van het arrondissement Bayeux.

## Geografie
De oppervlakte van Saint-Laurent-sur-Mer bedraagt 3,9 km², de bevolkingsdichtheid is 47,2 inwoners per km².
De onderstaande kaart toont de ligging van Saint-Laurent-sur-Mer met de belangrijkste infrastructuur en aangrenzende gemeenten.

## Demografie
Onderstaande figuur toont het verloop van het inwonertal (bron: INSEE-tellingen).
Vanwege een beveiligingsprobleem met de MediaWiki Graph-software is het momenteel niet mogelijk deze grafiek weer te geven. Zodra de software is bijgewerkt zal de grafiek vanzelf weer zichtbaar worden.

## Tweede Wereldoorlog

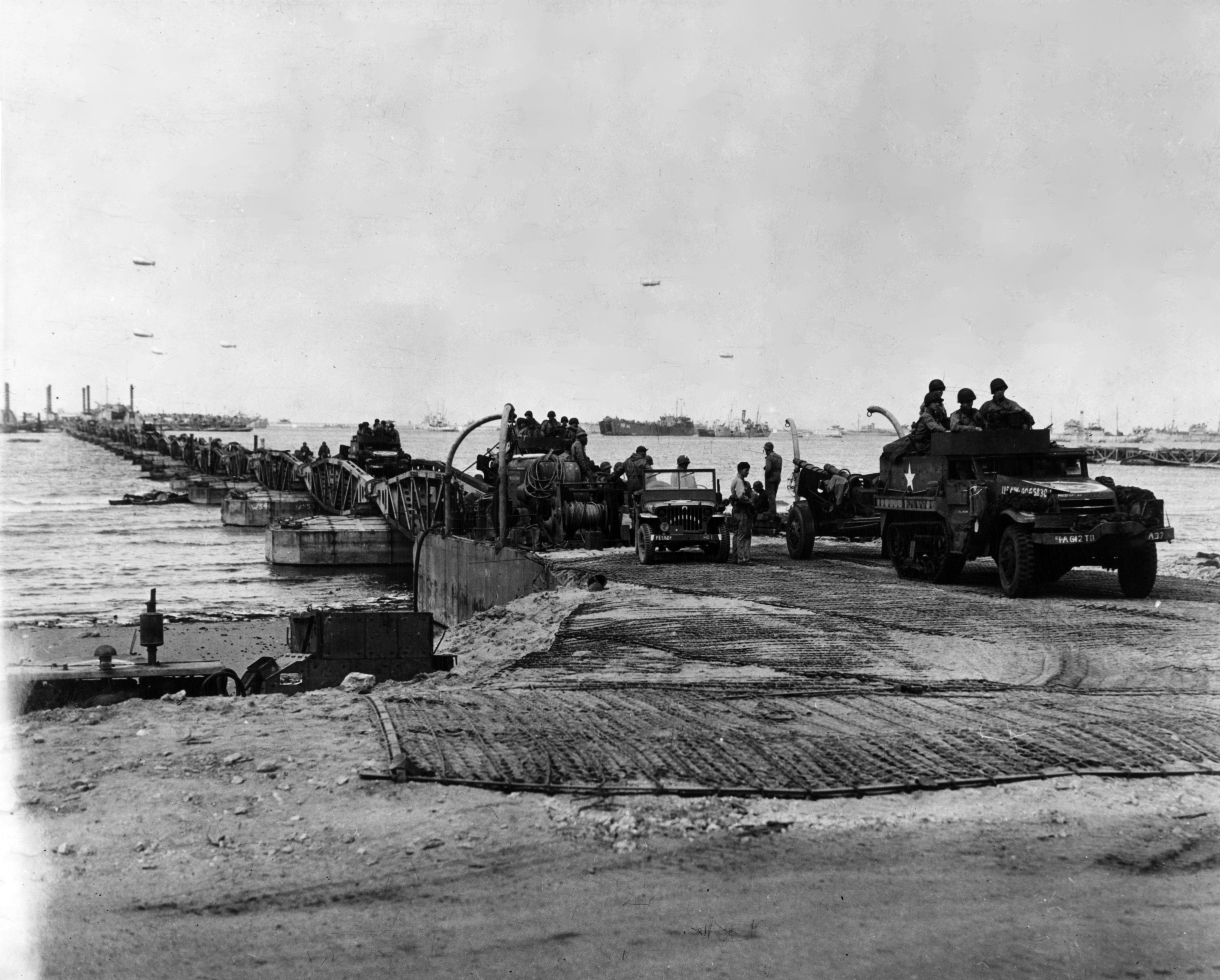
Amerikaans materieel Mulberry-haven 16 juni 1944

Saint Laurent sur Mer ligt tussen de gemeenten Vierville en Colville aan La Plage d’Or (Het Goudstrand) waar 6 juni 1944 een deel van de invasie door Amerikaanse troepen plaatsvond en dat sindsdien Omaha Beach heet.
Tijdens de bezetting werd het grootste gedeelte van de strandwoningen gesloopt door de Duitsers om vrij zicht op het strand te hebben vanuit de bunkers op de krijtrotsen. De toenmalige eigenaren zijn spoorloos verdwenen.
De caissonhaven die voor de kust door de geallieerden werd gerealiseerd was geen lang leven beschoren, want kort na de aanleg op 19 juni ging deze tijdens een storm verloren. De capaciteit van de andere aangelegde havens was inmiddels voldoende, waardoor geen poging werd gedaan dit deel te herstellen. Restanten van deze stormramp spoelen regelmatig bloot. Bij eb zijn de caissons nog te zien.
Na de invasie werd er een provisorisch vliegveld aangelegd door de Britse troepen voor de bevoorrading.
In Saint Laurent sur Mer is een oorlogsmuseum en zijn er meerdere monumenten die herinneren aan de bevrijding.In de zeventiger jaren is men er opnieuw strandwoningen gaan bouwen, nadat een Parijs notaris die claimde namens de oude eigenaren te handelen de stukken grond ging verkopen.
Op het strand staat een imposant roestvaststalen beeld 'Les Braves' (de moedigen) dat ter gelegenheid van de 60-jarige herdenking van de invasie door een particulier werd geschonken en een eerbetoon is aan de soldaten die Europa bevrijdden. De gemeente kreeg toestemming om het beeld er tijdelijk neer te zetten, maar het ziet ernaar uit dat het er kan blijven staan ondanks de protesten van de hogere overheden.
In 2006 besloot de overheid de invasiekust Site Historique te maken om controle te krijgen op de manier waarop de kuststrook bebouwd wordt. Het betekent dat er geen nieuwe bebouwing meer kan plaatsvinden. Men wil namelijk de zichtlijnen die er tijdens de invasie waren intact houden.

### Films
The Longest Day (1962) geregisseerd door Bernhard Wicki, Andrew Marton en Ken Annakin met John Wayne, Robert Mitchum en Henry Fonda is een verslag van de invasie gezien door een Amerikaanse bril.
De invasiescene in bekroonde film Saving Private Ryan (1998) geregisseerd door Steven Spielberg met Tom Hanks, Tom Sizemore en Edward Burns speelt zich af op het strand van Saint Laurent. De opnamen voor deze film werden om praktische redenen gemaakt op een vergelijkbare kust in Ierland.
1. ↑  Populations de référence 2022.